# Уиндворд
Уи́ндворд — остров архипелага Земля Франца-Иосифа. Административно относится к Приморскому району Архангельской области России.
Расположен в юго-западной части архипелага в 1,5 километрах от юго-восточного побережья острова Брюса.
Остров имеет овальную форму длиной около 1,7 километра и шириной около 800 метров. Свободен ото льда, представляет собой скалу высотой 82 метра.
Назван в 1899 году в память о паровой шхуне экспедиции Фредерика Джексона.

## Топографические карты
- Лист карты U-39-XXXI,XXXII,XXXIII Земля Георга. Масштаб: 1 : 200 000. Издание 1965 г.